# Пейши-Бой (Пара)

Пейши-Бой на карте штата.

Пейши-Бой (порт. Peixe-Boi) — муниципалитет в Бразилии, входит в штат Пара. Составная часть мезорегиона Северо-восток штата Пара. Входит в экономико-статистический микрорегион Брагантина. Население составляет 7854 человек на 2010 год. Занимает площадь 450,222 км². Плотность населения — 17,44 чел./км².

## Демография
Согласно сведениям, собранным в ходе переписи 2010 г. Национальным институтом географии и статистики (IBGE), население муниципалитета составляет:
| Полное население                               | Полное население                               | Полное население                               | Полное население                               | 7 854 |
| ---------------------------------------------- | ---------------------------------------------- | ---------------------------------------------- | ---------------------------------------------- | ----- |
| в том числе:                                   | Городское население                            | 4169                                           | Процент городского населения, %                | 53,08 |
|                                                | Сельское население                             | 3685                                           | Процент сельского населения, %                 | 46,92 |
|                                                | Мужское население                              | 4039                                           | Процент мужского населения, %                  | 51,43 |
|                                                | Женское население                              | 3815                                           | Процент женского населения, %                  | 48,57 |
| Плотность населения, чел/км²                   | Плотность населения, чел/км²                   | Плотность населения, чел/км²                   | Плотность населения, чел/км²                   | 17,44 |
| Население муниципалитета в % к населению штата | Население муниципалитета в % к населению штата | Население муниципалитета в % к населению штата | Население муниципалитета в % к населению штата | 0,10  |

По данным оценки 2015 года население муниципалитета составляет 7874 жителя.

## Статистика
- Валовой внутренний продукт на 2003 год составляет 16 756 178,00 реалов (данные: Бразильский институт географии и статистики).
- Валовой внутренний продукт на душу населения на 2003 год составляет 1976,43 реалов (данные: Бразильский институт географии и статистики).
- Индекс развития человеческого потенциала на 2000 год составляет 0,640 (данные: Программа развития ООН).

## Административное деление
Муниципалитет состоит из 2 дистриктов:
| № | Наименование дистрикта | Наименование дистрикта (порт.) | Территория, км² | Население, чел.(2010) | Население, чел.(2010) | Население, чел.(2010) | Плотность, чел./км² | Код дистрикта |
| № | Наименование дистрикта | Наименование дистрикта (порт.) | Территория, км² | всего                 | городское             | сельское              | Плотность, чел./км² | Код дистрикта |
| 1 | Пейши-Бой              | Peixe-Boi                      | 198,32          | 4921                  | 2855                  | 2066                  | 24,81               | 150560105     |
| 2 | Тауаризинью            | Tauarizinho                    | 251,9           | 2933                  | 1314                  | 1619                  | 11,64               | 150560110     |

## Важнейшие населенные пункты
| № | Населённый пункт | Населённый пункт (порт.) | Категория | Население чел. (2010) | На карте                       |
| - | ---------------- | ------------------------ | --------- | --------------------- | ------------------------------ |
| 1 | Пейши-Бой        | Peixe-Boi                | город     | 2855                  | 1°11′33″ ю. ш. 47°19′06″ з. д. |
| 2 | Тауаризинью      | Tauarizinho              | поселок   | 1314                  | 1°04′16″ ю. ш. 47°16′46″ з. д. |